# Childhood's End (romance)
Childhood's End (no Brasil,  O Fim da Infância; em Portugal, A Idade do Ouro) é um livro de ficção científica publicado em 1953 escrito pelo autor britânico Arthur C. Clarke. O enredo gira em torno de uma invasão alienígena pacífica da Terra que ocorre durante a Guerra Fria. O planeta passa a ser governado pelos misteriosos Senhores Supremos (Overlords), que conduzem a humanidade a um período de paz e prosperidade às custas da identidade e cultura humanas.

## Inspiração
A ideia de Clarke para o livro começou com seu conto "Anjo da Guarda" ("Guardian Angel", publicado na New Worlds Magazine # 8, em 1950), expandido em forma de romance no ano de 1952 e incorporado como a primeira parte do livro, "Earth and the Overlords".
Concluído e publicado em 1953, com o nome de "Childhood's End", esgotou sua primeira impressão e recebeu boas críticas, tornando-se o primeiro romance de sucesso de Arthur C. Clarke. O livro é frequentemente considerado pelos leitores e críticos como o melhor romance de Clarke e é descrito como "um clássico da literatura alienígena".
Arthur C. Clarke considerou "Childhood's End" juntamente com "The Songs of Distant Earth" (1986), como seus melhores trabalhos. O romance foi indicado ao Prêmio Retro Hugo de Melhor Romance em 2004.

### Tentativas de Adaptação
Várias tentativas de adaptar o romance como um filme ou minissérie foram feitas tendo vários níveis de sucesso. O diretor Stanley Kubrick manifestou interesse na adaptação durante a década de 1960, mas em vez disso colaborou com Clarke em 2001: A Space Odyssey (1968). O tema da evolução transcendente do romance também aparece na série Odisséia no Espaço de Clarke . Em 1997, a BBC produziu uma dramatização de duas horas para o rádio de Childhood's End adaptada por Tony Mulholland. O Syfy Channel produziu uma minissérie para a televisão de três partes e quatro horas de Childhood's End , que foi transmitida de 14 a 16 de dezembro de 2015.

## Resumo do Enredo
O romance é dividido em três partes, seguindo uma narrativa onisciente em terceira pessoa sem personagem principal. Em algumas edições, o primeiro capítulo curto é um prólogo separado, em vez do início da primeira parte.

### Terra e os Senhores Supremos
No final do século XX, os Estados Unidos e a União Soviética estão competindo para lançar a primeira espaçonave em órbita, para fins militares. Quando vastas espaçonaves alienígenas subitamente se posicionam acima das principais cidades da Terra, a corrida espacial cessa. Após uma semana, os alienígenas anunciam que estão assumindo a supervisão dos assuntos internacionais, para evitar a extinção da humanidade. Eles se tornam conhecidos como os Senhores Supremos. Em geral, eles permitem que os humanos conduzam seus negócios à sua maneira. Eles interferem abertamente apenas duas vezes: na África do Sul, onde, algum tempo antes de sua chegada, o apartheid entrou em colapso e foi substituído por uma perseguição selvagem à minoria branca; e na Espanha, onde acabaram com as touradas. Alguns humanos suspeitam das intenções benignas dos Senhores Supremos, pois eles nunca aparecem visivelmente. O Senhor Supremo Karellen, o "Supervisor da Terra", que fala diretamente (por trás de uma tela de vidro unilateral) apenas para Rikki Stormgren, o Secretário-Geral das Nações Unidas, diz a Stormgren que os Senhores Supremos se revelarão em 50 anos, quando a humanidade ter-se-á acostumado com a presença deles. Stormgren contrabandeia um dispositivo para a nave de Karellen em uma tentativa de ver a verdadeira forma de Karellen. Ele consegue parcialmente, fica chocado com o que vê e opta por ficar em silêncio.

### A Idade de Ouro
Os homens chamavam-nos de Senhores Supremos.
Eles tinham vindo do espaço sideral —
eles trouxeram paz e prosperidade para a Terra.
Mas então a mudança começou.
Ele apareceu primeiro com as crianças —
assustador, incompreensível.
Agora os Senhores Supremos fizeram seu anúncio:
este seria o primeiro passo para a eliminação da raça humana e o início de ... O quê?

Citação original da contracapa, edição de bolso
A humanidade entra em uma era de ouro de prosperidade às custas da criatividade. Cinco décadas após sua chegada, os Senhores Supremos revelam sua aparência, lembrando as imagens tradicionais do folclore cristão de demônios: grandes bípedes com cascos fendidos, asas de couro, chifres e caudas farpadas. Os Senhores Supremos estão interessados em pesquisas psíquicas, que os humanos supõem fazer parte de seu estudo antropológico. Rupert Boyce, um prolífico colecionador de livros sobre o assunto, permite que um Senhor Supremo chamado Rashaverak, estude esses livros em sua casa. Para impressionar seus amigos com a presença de Rashaverak, Boyce dá uma festa, durante a qual ele usa um tabuleiro Ouija. Jan Rodricks, um astrofísico e o cunhado de Rupert, pergunta o nome da estrela natal dos Senhores Supremos. A futura esposa de George Greggson, Jean, desmaia quando o tabuleiro Ouija revela um número que não tem significado para a maioria dos convidados. Então Jan Rodricks reconhece-o como um número de um catálogo estelar e descobre que é consistente com a direção em que as naves de suprimento dos Senhores Supremos aparecem e desaparecem. Com a ajuda de um amigo oceanógrafo, Rodricks embarca em um navio de suprimentos dos Senhores Supremos e viaja 40 anos-luz até seu planeta natal. Devido à dilatação do tempo da relatividade especial em velocidades próximas à da luz, o tempo decorrido na nave é de apenas algumas semanas, e ele se preparou para suportá-lo em hibernação causada por uma droga conhecida como narcosamina.

### A Última Geração
Embora a humanidade e os Senhores Supremos tenham relações pacíficas, alguns acreditam que a inovação humana está sendo suprimida e que a cultura está se tornando estagnada. Um desses grupos estabelece Nova Atenas, uma colônia insular no meio do Oceano Pacífico dedicada às artes criativas, à qual se juntam George e Jean Greggson. Os Senhores Supremos escondem um interesse especial pelos filhos dos Greggsons, Jeffrey e Jennifer Anne, e intervêm para salvar a vida de Jeffrey quando um tsunami atinge a ilha. Os Senhores Supremos têm-nos observado desde o incidente com o tabuleiro Ouija, que revelou a semente da futura transformação oculta dentro de Jean.
Bem mais de um século após a chegada dos Senhores Supremos, crianças humanas, começando com os Greggsons, começaram a exibir clarividência e poderes telecinéticos. Karellen revela o propósito dos Senhores Supremos; eles servem a uma Supermente, uma vasta inteligência cósmica, nascida de civilizações antigas amalgamadas e livres das limitações da existência material. Os próprios Senhores Supremos estão em um "beco sem saída evolucionário "; incapazes de se juntar à Supermente, eles a servem como um tipo de "espécie-ponte", promovendo a eventual união de outras raças com ela.
Como Rashaverak explica, o tempo da humanidade como uma raça composta de indivíduos únicos com uma identidade concreta está chegando ao fim. As mentes das crianças comunicam-se e fundem-se em uma única e vasta consciência de grupo. Se o Pacífico secasse, as ilhas que o pontilhavam perderiam sua identidade como ilhas e tornar-se-iam parte de um novo continente; da mesma forma, os filhos deixam de ser os indivíduos que os pais conheceram e passam a ser outra coisa, completamente alheios ao "velho tipo de humano".
Para a segurança das crianças transformadas — e também porque é doloroso para seus pais ver no que elas se tornaram — elas estão segregadas em um continente à parte. Não nascem mais crianças humanas e muitos pais morrem ou suicidam-se. Os membros da Nova Atenas destroem-se com uma bomba atômica.
Jan Rodricks sai da hibernação na nave de suprimentos e chega ao planeta dos Senhores Supremos. Os Senhores Supremos permitem a ele um vislumbre de como a Supermente comunica-se com eles. Quando Jan retorna à Terra (aproximadamente 80 anos após sua partida no tempo terrestre), ele encontra um planeta alterado inesperadamente. A humanidade efetivamente extinguiu-se e ele é agora o último homem vivo. Centenas de milhões de crianças — não cabendo mais no que Rodricks define como "humano" — permanecem no continente em quarentena, tendo se tornado uma única inteligência preparando-se para se juntar à Supermente.
Alguns Senhores Supremos permanecem na Terra para estudar as crianças a uma distância segura. Quando as crianças evoluídas alteram mentalmente a rotação da Lua e fazem outras manipulações planetárias, torna-se muito perigoso permanecer. Os Senhores Supremos que partem se oferecem para levar Rodricks com eles, mas ele escolhe ficar para testemunhar o fim da Terra e transmitir um relatório do que vê.
Antes de partirem, Rodricks pergunta a Rashaverak que tipo de encontro os Senhores Supremos tinham tido com a humanidade no passado longínquo, supondo que o medo que os humanos tinham de sua forma "demoníaca" era devido a um encontro traumático com eles no passado distante; mas Rashaverak explica que o medo primordial experimentado pelos humanos não era devido a uma memória racial, mas a uma premonição racial do papel dos Senhores Supremos em sua metamorfose.
Os Senhores Supremos estão ansiosos para escapar de seu próprio beco sem saída evolutivo estudando a Supermente, então as informações de Rodricks são potencialmente de grande valor para eles. Por rádio, Rodricks descreve uma vasta coluna em chamas ascendendo do planeta. Conforme a coluna desaparece, Rodricks experimenta uma profunda sensação de vazio quando as crianças vão embora. Então, os objetos materiais e a própria Terra começam a se dissolver em transparência. Rodricks não relata medo, mas uma poderosa sensação de realização. A Terra evapora em um flash de luz. Karellen olha para trás, para o retrocesso do Sistema Solar, e faz uma saudação final à espécie humana.

## História da Publicação

### Desenvolvimento

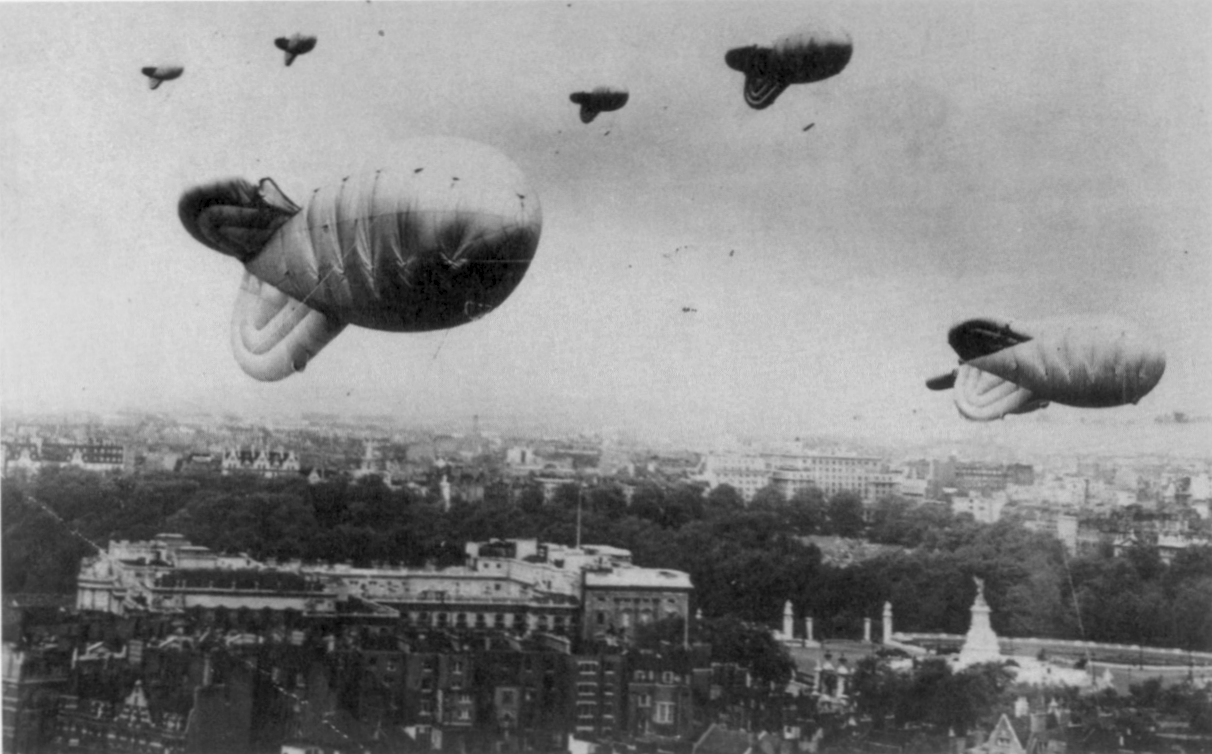
Balões de barragem sobre Londres durante a segunda guerra mundial. Clarke observou balões como esses flutuando sobre a cidade em 1941. Ele lembra que sua primeira ideia para a história pode ter se originado nessa cena, com os balões gigantes tornando-se naves alienígenas no romance.

O romance tomou forma pela primeira vez em julho de 1946, quando Clarke escreveu "Anjo da Guarda", um conto que viria a se tornar a Parte I de Fim da Infância. O retrato de Clarke dos Senhores Supremos como demônios foi influenciado pela descrição de John W. Campbell das espécies diabólicas de Teff-Hellani em The Mightiest Machine. Depois de terminar "Anjo da Guarda", Clarke inscreveu-se no King's College London e atuou como presidente da British Interplanetary Society de 1946 a 1947 e, mais tarde, de 1951 a 1953. Ele obteve um diploma em matemática e física no King's College, em 1948. Após a formatura começou a trabalhar como editor assistente para Science Abstracts e submete "Anjo da Guarda" para publicação, mas foi rejeitado por vários editores, incluindo Campbell. A pedido do agente de Clarke e sem o conhecimento do mesmo, a história foi editada por James Blish, que reescreve o final. A versão de Blish da história foi aceita para publicação em abril de 1950 pela revista Famous Fantastic Mysteries. A versão original de Clarke de "Anjo da Guarda" foi publicada posteriormente na edição de inverno de 1950 da revista New Worlds.
Depois que o livro científico de não ficção de Clarke, The Exploration of Space (1951) foi recebido com sucesso, ele começou a concentrar-se em sua carreira de escritor. Em fevereiro de 1952, Clarke começou a trabalhar na novelização de "Anjo da Guarda"; Clarke completa o primeiro rascunho do romance Fim da Infância em dezembro e a revisão final em janeiro de 1953. Clarke viajou para Nova York em abril de 1953 com o romance e vários de seus outros trabalhos. O agente literário Bernard Shir-Cliff convenceu a Ballantine Books a comprar tudo o que Clarke tinha, incluindo Childhood's End , " Encounter in the Dawn " (1953), (que Ballantine renomeou para Expedition to Earth), e "Prelude to Space" (1951). No entanto, Clarke havia composto dois finais diferentes para o romance, e o último capítulo de Fim da Infância ainda não estava terminado. Clarke seguiu para Tampa, Flórida, para mergulhar com George Grisinger, e em seu caminho visitou seu amigo Frederick C. Durant — Presidente da Federação Internacional de Astronáutica de 1953 a 1956 — e sua família no "Washington Metropolitan Área", enquanto continuou trabalhando no último capítulo. Em seguida, Clarke viajou para Atlanta, Geórgia, onde visitou Ian Macauley, um amigo que era ativo no movimento pelos direitos civis. Arthur terminou o capítulo final em Atlanta enquanto discutia questões raciais com Macauley; essas conversas podem ter influenciado o desenvolvimento do último capítulo, particularmente a escolha de Clarke de fazer do personagem Jan Rodricks — o último sobrevivente da espécie humana — um homem negro.
Arthur C. Clarke chegou à Florida no final de abril de 1953. O conto "The Man Who Plough the Sea", incluído na coleção Tales from the White Hart (1957), foi influenciado por sua passagem pela Flórida. Enquanto estava em Key Largo no final de maio, Clarke conheceu Marilyn Mayfield, e depois de um romance que durou menos de três semanas, viajaram para Manhattan e casaram-se no New York City Hall. O casal passou a lua de mel nas montanhas Pocono, na Pensilvânia, onde Clarke revisou Childhood's End. Em julho, Clarke voltou para a Inglaterra com Mayfield, mas rapidamente ficou claro que o casamento não duraria, pois Clarke passava a maior parte do tempo lendo e escrevendo e falando sobre seu trabalho. Além disso, Clarke queria ser pai, e Marilyn, que tinha um filho de um casamento anterior, informou Clarke depois do casamento que ela não poderia mais ter filhos. Quando Childhood's End foi publicado no mês seguinte, apareceu com uma dedicatória: "Para Marilyn, por me deixar ler as provas em nossa lua de mel." O casal separou-se depois de alguns meses juntos, mas continuou casado legalmente pela década seguinte.

### Publicação
Ballantine queria publicar Childhood's End antes de Expedition to Earth e Prelude to Space , mas Clarke queria esperar. Ele sentiu que era um livro difícil de lançar. Ele havia escrito dois finais diferentes para o romance e não tinha certeza de qual usar. De acordo com o biógrafo Neil McAleer, a incerteza de Clarke pode ter sido por causa de seu foco temático no paranormal e transcendência com a Supermente alienígena. Enquanto o tema foi usado efetivamente por Clarke no romance, McAleer escreveu que "não era ficção científica baseada na ciência, que ele veio a defender e representar". Quando escreveu Childhood's End , Clarke estava interessado no paranormal e não se tornou um cético até muito mais tarde em sua vida. Ballantine convenceu Clarke a deixá-lo publicar Childhood's End primeiro, e foi publicado em agosto de 1953, com uma capa desenhada pelo ilustrador americano de ficção científica Richard M. Powers. Childhood's End apareceu pela primeira vez em edições de brochura e capa dura, com a brochura como a edição principal, uma abordagem incomum para os anos 1950. Pela primeira vez em sua carreira, Clarke ficou conhecido como romancista.
Décadas depois, Clarke estava preparando uma nova edição de Fim da Infância depois que a história ficou datada. O capítulo inicial do romance de 1953 prevê corretamente uma corrida entre os EUA e a União Soviética para ser o primeiro país a pousar homens na Lua (e a proeminência dos cientistas de foguetes alemães em ambos os programas espaciais), mas data mais tarde do que realmente aconteceria (pós-1975; o ano exato não é fornecido no texto, mas diz em 1945 que foi há mais de trinta anos). Depois de o livro ter sido publicado pela primeira vez, as missões Apollo pousaram humanos na Lua em 1969 e, em 1989, o presidente dos Estados Unidos, George HW Bush, anunciou a Iniciativa de Exploração Espacial (SEI), convocando astronautas para explorar Marte. Em 1990, Clarke adicionou um novo prefácio e reescreveu o primeiro capítulo, colocando-o no início do século XXI, mudando o objetivo da Lua para Marte e implicando um esforço conjunto em vez de uma corrida. As edições desde então apareceram com a abertura original ou incluíram ambas as versões. "Guardian Angel" também apareceu em duas coleções de contos: The Sentinel (1983) e The Collected Stories of Arthur C. Clarke (2001).

## Recepção
O romance foi bem recebido pela maioria dos leitores e críticos. Dois meses após a publicação, todas as 210.000 cópias da primeira impressão foram vendidas. O New York Times publicou duas resenhas positivas do livro: Basil Davenport comparou Clarke a Olaf Stapledon, CS Lewis e HG Wells, um "grupo muito pequeno de escritores que usaram a ficção científica como veículo de ideias filosóficas".
Em 2004 , Fim da Infância foi nomeado para o Prêmio Retro-Hugo, retroativo de Melhor Romance de 1954.